# Mochlus guineensis
Mochlus guineensis is een hagedis uit de familie skinken (Scincidae).

## Naam en indeling
De wetenschappelijke naam van de soort werd voor het eerst voorgesteld door Wilhelm Peters in 1879. Oorspronkelijk werd de naam Euprepes (Tiliqua) guineensis gebruikt. Het was lange tijd de enige soort uit het monotypische geslacht Euprepes. De skink is ook wel beschreven onder de namen Euprepes chaperi en Lygosoma chaperi, maar deze worden beschouwd als verouderd. De oude soortaanduiding chaperi is een eerbetoon aan de ingenieur en paleontoloog Maurice Armand Chaper (1834−1896). Later werd de wetenschappelijke naam Lygosoma chaperi als een junior synoniem gezien en werd de naam Mochlus guineensis als geldig beschouwd.

## Verspreiding en habitat
Mochlus guineensis leeft in delen van Afrika en komt voor in de landen Benin, Congo-Kinshasa, Ghana, Guinee, Kameroen, Ivoorkust, Nigeria, Oeganda en Togo. Mogelijk is de hagedis daarnaast te vinden in de Centraal-Afrikaanse Republiek en Congo-Kinshasa.
Door de internationale natuurbeschermingsorganisatie IUCN is de beschermingsstatus 'veilig' toegewezen (Least Concern of LC).